# Mikołaj (Karpow)
Mikołaj, nazwisko świeckie Iwan Iljicz Karpow (ur. 13 października?/25 października 1891 na Syberii, zm. 11 października 1932 w Belgradzie) – rosyjski biskup prawosławny.

## Życiorys
Pochodził z rodziny staroobrzędowców z Syberii. Wieczyste śluby mnisze złożył, będąc studentem Moskiewskiej Akademii Duchownej, 26 lipca 1913, przed jej rektorem, biskupem Teodorem. W 1915 ukończył studia w Moskiewskiej Akademii Duchownej, uzyskując stopień kandydata nauk teologicznych. Następnie był wykładowcą w różnych szkołach teologicznych, przez pewien czas żył w monasterze w Obojaniu. Po rewolucji październikowej emigrował do Jugosławii i służył w różnych parafiach Serbskiego Kościoła Prawosławnego, następnie pracował w seminarium duchownym w Bitoli.
Od 1928 był proboszczem etnicznie rosyjskiej parafii w Londynie, uznającej zwierzchność Rosyjskiego Kościoła Prawosławnego poza granicami Rosji. W 1929 został wyświęcony na biskupa londyńskiego, wikariusza eparchii zachodnioeuropejskiej.
Zmarł w 1932 w Belgradzie, dokąd udał się na obrady Soboru Biskupów Cerkwi Zagranicznej. Pochowany na Nowym Cmentarzu w Belgradzie przy kaplicy Iwerskiej Ikony Matki Bożej.